# Tomoplagia
Tomoplagia este un gen de muște din familia Tephritidae.

## Specii[1]
- Tomoplagia aberrans
- Tomoplagia achromoptera
- Tomoplagia aczeli
- Tomoplagia argentiniensis
- Tomoplagia arsinoe
- Tomoplagia atelesta
- Tomoplagia atimeta
- Tomoplagia bicolor
- Tomoplagia biseriata
- Tomoplagia brasiliensis
- Tomoplagia brevipalpis
- Tomoplagia carrerai
- Tomoplagia cipoensis
- Tomoplagia conjuncta
- Tomoplagia costalimai
- Tomoplagia cressoni
- Tomoplagia deflorata
- Tomoplagia dejeanii
- Tomoplagia diagramma
- Tomoplagia dimorphica
- Tomoplagia discolor
- Tomoplagia fiebrigi
- Tomoplagia formosa
- Tomoplagia grandis
- Tomoplagia heringi
- Tomoplagia incompleta
- Tomoplagia interrupta
- Tomoplagia jonasi
- Tomoplagia kelloggi
- Tomoplagia matzenbacheri
- Tomoplagia minattai
- Tomoplagia minuta
- Tomoplagia monostigma
- Tomoplagia obliqua
- Tomoplagia ovalipalpis
- Tomoplagia pallens
- Tomoplagia penicillata
- Tomoplagia phaedra
- Tomoplagia pleuralis
- Tomoplagia propleuralis
- Tomoplagia pseudopenicillata
- Tomoplagia punctata
- Tomoplagia pura
- Tomoplagia quadriseriata
- Tomoplagia quadrivittata
- Tomoplagia quinquefasciata
- Tomoplagia reimoseri
- Tomoplagia reticulata
- Tomoplagia rudolphi
- Tomoplagia rupestris
- Tomoplagia salesopolitana
- Tomoplagia separata
- Tomoplagia stacta
- Tomoplagia stonei
- Tomoplagia titschacki
- Tomoplagia tripunctata
- Tomoplagia trivittata
- Tomoplagia unifascia
- Tomoplagia variabilis
- Tomoplagia vernoniae
- Tomoplagia voluta